# Walter Flemmer

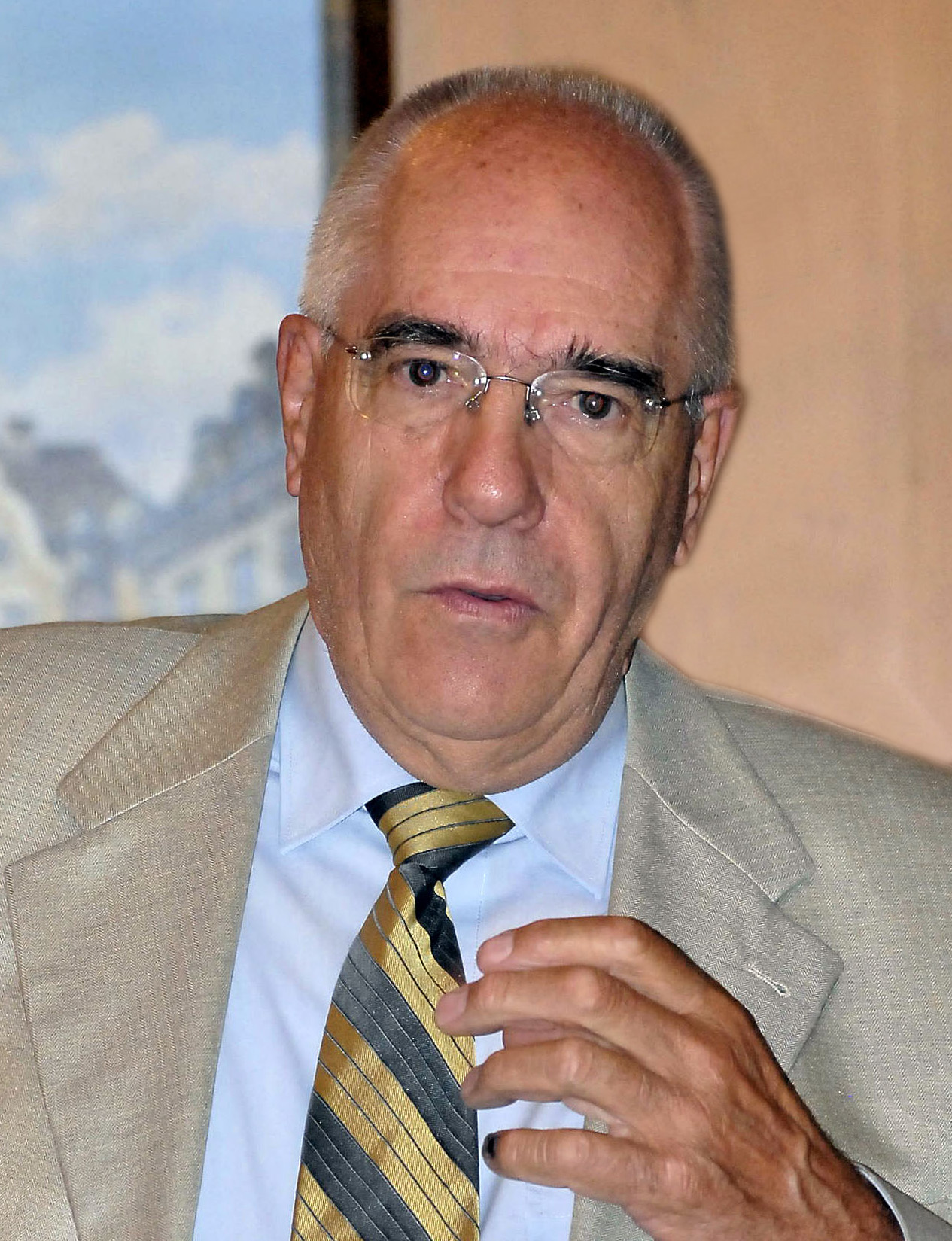
Walter Flemmer, 2007

Walter Flemmer (* 26. März 1936 in München; † 21. Mai 2024 in Unterschleißheim) war ein deutscher Autor und Regisseur. Er war langjähriger stellvertretender Fernsehdirektor und Kulturchef des Bayerischen Rundfunks.

## Leben
Nach seinem Studium der Germanistik, Geschichte, Philosophie und Geographie erfolgte die Promotion zum Dr. phil. mit einer Arbeit zu Herders Lyrik. Ab 1960 arbeitete Flemmer als freier Mitarbeiter bei Zeitungen, Zeitschriften und beim Bayerischen Rundfunk.
Ab 1962 arbeitete er fest beim Bayerischen Fernsehen als Leiter der Hauptabteilung Kursprogramm. Für die Programmgruppe „Erziehung und Ausbildung“ war er Koordinator und Stellvertreter des Fernsehdirektors. 
Bis 2001 war er stellvertretender Fernsehdirektor und Kulturchef. Flemmer war Initiator, Autor und Regisseur von Sendungen wie „Spielschule“, „Das feuerrote Spielmobil“, „Schauplätze der Weltkulturen“, „Zuschauen, Entspannen, Nachdenken“, „Das Kulturgespräch“, „alpha-Forum“ und Koproduzent internationaler Kultursendungen.
Von 2001 bis 2011 war er Präsident der Bayerischen Akademie für Fernsehen.

## Privates
Er war mit Ursula Flemmer (1937–2024) verheiratet. Das Paar hatte drei Töchter, einen Sohn, neun Enkelkinder und sieben Urenkelkinder.
Flemmer verstarb am 21. Mai 2024 im Alter von 88 Jahren.

## Auszeichnungen
- 1969 Adolf-Grimme-Preis mit Bronze (zusammen mit Horst G. Weise)
- 1991 Bundesverdienstkreuz am Bande
- 1991 Bayerischer Poetentaler
- 1994 Freundeszeichen der Katholischen Akademie in Bayern
- 1997 Melvin Jones Fellowship Lions International Foundation
- 2000 Bayerischer Fernsehpreis, Ehrenpreis des Ministerpräsidenten
- 2000 Preis der Bayerischen Volksstiftung
- 2001 Komtur mit Stern des päpstlichen Silvesterordens, Ehrenmitglied der Bayerischen Akademie der Schönen Künste
- 2005 Bayerischer Verdienstorden

## Werke
Walter Flemmer publizierte in den Bereichen Prosa, Lyrik, Anthologien und Sachbücher, unter anderem:
- Das alte China. Aus der Reihe Was ist was. Tessloff Verlag, Nürnberg 2000, ISBN 3-7886-0672-X.
- Zuschauen, Entspannen, Nachdenken. vgs, Köln 1993, ISBN 3-8025-2263-X.
- Kinder vor der Flimmerkiste. Ehrenwirt, München 1974, ISBN 3-431-01648-0.

sowie Libretti für verschiedene Musikaufführungen.
- Ludwig Uhland – Dichtungen und Schriften, Goldmann TB, München
- Friedrich Gottlieb Klopstock – Dichtungen und Schriften , Goldmann TB, München